# Mauri – vad hände sen?
Mauri – vad hände sen? är ett svenskt underhållningsprogram som började sändas på TV4 och C More den 19 december 2022. I programserien träffar Mauri Hermundsson personer som har skrivit in sig i den svenska historien efter att bland annat ha blivit kända från virala klipp, från legendariska karaktärer eller legat bakom en storslagen händelse.
Den andra säsongen hade premiär den 9 oktober 2023 på TV4 och TV4 Play. I den andra säsongen träffar Mauri bland annat Iprenmannen, Laserturken och Barnen i Bullerbyn.

## Säsong 1
1. Ola & Maud / Ronja Rövardotter[3]
2. Vem vet mest-Christopher / Hide the Pain Harold[4]
3. Röka-är-gott-Åke / Kalles kaviar
4. Bilen i hövve / Anthony(fr) i Fångarna på fortet
5. Titanic-svenskarna / Heter jag Elnour?
6. Tåg-Lars / Jonathan Lejonhjärta
7. Rosa helikopter / Norrmalmstorgs-Janne
8. Vaccin-Niklas / Lotta på Bråkmakargatan

## Säsong 2
Den andra säsongen hade premiär 9 oktober 2023 i TV4 och TV4 Play. Programmet förlängdes och är nu 44 minuter långt. Därav träffar Mauri fyra olika personer i varje program.
1. Johann Neumann, mer känd som Iprenmannen. Hollywoodfrun Anna Anka. Personerna från den virala klassikern ”Kär som en drake”. SVT-journalisten Bernard Mikulic som stått för den mest klassiska skrattattacken i svensk tv.
2. ”Laserturken”, känd från Youtube. Pojken som blivit känd genom ”skönt päls”. Platsen där bakgrundsbilden till operativsystemet Windows XP fotades. Norrmannen bakom ”E de här de e party”.
3. Barnen från Astrid Lindgrens "Alla vi barn i Bullerbyn". Den 8-årige elektrikern Emanuel Kunosson som gjort succé på YouTube. Idol-Johan som svensk flickidol efter sin medverkan i TV4:s Idol. Mannen som blivit Grill-Anders med hela svenska folket efter en dokumentär som visades för 20 år sedan.
4. Mannen på Turkisk yoghurt-paketet. Kvinnan från Lidköping som vinner badsalt i TV och blir missnöjd. Killen som blivit synonym med Valborgsfest.
5. Hollywoodfrun Gunilla Persson. Anki och Pytte, kända från ett av Sveriges största barnprogram. Killen från Umeå som blev ansiktet utåt för ett av de bästa aprilskämten som gjorts i svensk media. Nougat-Bosse som blev ansiktet utåt för njutning när han delade med sig av sina vardagsvanor.
6. ”Ring ring-Anna” och ”Pissa på dem-Patrik”, som blev välkända under det tidiga Idol. Peter Rätz, en av Sveriges mest omtalade infiltratörer. Kennedy Bakircioglu som skrev in sig i historieböckerna med ett målfirande som uppmärksammades världen över. Rallyförarna Stefan och Mikael som kraschade i diket.